# Nippolachnus xitianmushanus
Nippolachnus xitianmushanus är en insektsart. Nippolachnus xitianmushanus ingår i släktet Nippolachnus och familjen långrörsbladlöss. Inga underarter finns listade i Catalogue of Life.